# إيرل د. بيكر
إيرل د. بيكر (بالإنجليزية: Earle D. Baker)‏ هو سياسي أمريكي، ولد في 28 سبتمبر 1887، وتوفي في 15 يوليو 1969. حزبياً، نشط في الحزب الجمهوري.